# Ишимское (Костанайская область)
Ишимское (каз. Есіл) — упраздненное село в Сарыкольском районе Костанайской области Казахстана. Ликвидировано в 2010 г. Входило в состав Ленинградского сельского округа. Код КАТО — 396245405.

## Население
В 1999 году население села составляло 53 человека (24 мужчины и 29 женщин). По данным переписи 2009 года, в селе проживало 11 человек (6 мужчин и 5 женщин).